# نوبوهيرو مايدا
نوبوهيرو مايدا (باليابانية: 前田 信弘) (3 يونيو 1973 في ماروغامه في اليابان – )؛ هو لاعب كرة قدم ياباني سابق كان يلعب كحارس مرمى.

## روابط خارجية
- نوبوهيرو مايدا على موقع رابطة كرة القدم اليابانية للمحترفين (اليابانية)
- نوبوهيرو مايدا على موقع عالم كرة القدم.نت (الإنجليزية)